# محمد فردج
محمد فردج (به انگلیسی: Mohammed Fardj ؛ زادهٔ ۱۹ ژوئیهٔ ۱۹۹۸) یک کشتی‌گیر آزادکار اهل الجزایر است. وی سابقه حضور در المپیک ۲۰۲۰ توکیو را دارد.